# ドッジ郡 (ネブラスカ州)
ドッジ郡（英: Dodge County）は、アメリカ合衆国ネブラスカ州の郡である。人口は3万7167人（2020年）。郡庁所在地はフリーモントである。

## 地理
アメリカ合衆国統計局によると、この郡は総面積1,409 km2 (544 mi2) である。このうち1,384 km2 (534 mi2) が陸地で25 km2 (10 mi2) が水地域である。総面積の1.75%が水地域となっている。

### 隣接する郡
- バート郡 (北東)
- ワシントン郡 (東)
- ダグラス郡 (南東)
- ソーンダース郡 (南)
- コルファクス郡 (西)
- カミング郡 (北)

## 人口動勢

2000年国勢調査に基づくドッジ郡の人口ピラミッド

2000年国勢調査で、この郡は人口36,160人、14,433世帯、及び9,756家族が暮らしている。人口密度は26/km2 (68/mi2) である。11/km2 (29/mi2) の平均的な密度に15,468軒の住居が建っている。この郡の人種的構成は白人95.90%、アフリカン・アメリカン0.43%、先住民0.30%、アジア0.51%、太平洋諸島系0.09%、その他の人種2.06%、及び混血0.72%である。人口の3.93%がヒスパニックまたはラテン系である。
この郡内の住民は24.70%が18歳未満の未成年、18歳以上24歳以下が9.60%、25歳以上44歳以下が26.20%、45歳以上64歳以下が21.90%、及び65歳以上が17.50%にわたっている。中央値年齢は38歳である。女性100人ごとに対して男性は93.20人である。18歳以上の女性100人ごとに対して男性は90.00人である。
この郡の世帯ごとの平均的な収入は37,188米ドルであり、家族ごとの平均的な収入は44,790米ドルである。男性は31,108米ドルに対して女性は20,915米ドルの平均的な収入がある。この郡の一人当たりの収入 (per capita income) は17,757米ドルである。人口の8.60%及び家族の5.30%は貧困線以下である。全人口のうち18歳未満の10.30%及び65歳以上の7.10%は貧困線以下の生活を送っている。

## 都市及び村
- フリーモント（郡庁所在地）
- ドッジ (Dodge)
- イングルウッド (Inglewood)
- ニッカーソン (Nickerson)
- ノースベンド (North Bend)
- ウィンスロー (Winslow)
- Hooper
- Scribner
- Snyder
- Uehling